# Hayya Hayya (Better Together)
"Hayya Hayya (Better Together) " é uma canção do cantor norte-americano Trinidad Cardona, do cantor nigeriano Davido e da cantora catariana AISHA. É o primeiro single da trilha sonora oficial da Copa do Mundo FIFA Qatar 2022™ com várias músicas. A faixa foi produzida pela RedOne e foi lançada em 1º de abril de 2022. A canção tem influência de R&B, reggae e pitadas de sons orientais e foi gravada pelo trio Trinidad Cardona, Davido e Aisha. "Hayya Hayya" é também o primeiro de uma seleção de singles a serem lançados da trilha sonora oficial da Copa do Mundo do Catar em data ainda a ser divulgada.

## Vídeo de música
O videoclipe da música foi lançado em 1º de abril de 2022, com a participação de Trinidad Cardona, Davido, AISHA e RedOne.

## Créditos e pessoal
- Trinidad Cardona – composição, vocais
- Davido – composição, vocais
- AISHA – vocais
- RedOne – produção

## Histórico de lançamentos
| Região | Lançamento          | Formato          | Gravadora       |
| ------ | ------------------- | ---------------- | --------------- |
| Vários | 1º de abril de 2022 | Download digital | Universal Music |